# Poljane pri Mirni Peči
Poljane pri Mirni Peči je naselje u slovenskoj Općini Mirnoj Peči. Poljane pri Mirni Peči se nalazi u pokrajini Dolenjskoj i statističkoj regiji Jugoistočnoj Sloveniji. 

## Stanovništvo
Prema popisu stanovništva iz 2002. godine naselje je imalo 52 stanovnika.